# Krytyczny realizm
Krytyczny realizm (neokrytycyzm) – jeden z głównych, obok szkoły marburskiej i szkoły badeńskiej, ruchów filozoficznych wchodzących w skład neokantyzmu.
Do przedstawicieli tego ruchu można zaliczyć:
- Aloisa Riehla (1844–1924)
- Friedricha Paulsena (1846–1908)
- Oswalda Külpe (1862–1915)
- Heinricha Maiera (1867–1933)

Krytycyzm dokonywał historycznie trafniejszej – realistycznej – wykładni poglądów Kanta, dlatego stał w opozycji do idącej w kierunku subiektywno-idealistycznej interpretacji ówczesnego neokantyzmu. Krytycyzm traktował w szczególności rzecz samą w sobie jako należącą do istoty filozofii Kanta.